# 愛よふたたび
『愛よふたたび』（あいよふたたび）はフジテレビ系ライオン奥様劇場枠で1967年4月10日～5月19日に放送された連続テレビ映画である。白黒作品。全30回。

## 概要
「奥様劇場」第24作。強い愛情の絆で結ばれた母子が、社会の荒波に揉まれながらも強く生き抜く姿を描いたメロドラマ。磯部玉枝の奥様劇場主演は本作が唯一である。平均視聴率18.9％、最高視聴率22.0％（いずれもビデオリサーチ調べ）。

## 物語
突然の父の死で倒産寸前の会社を救うため、女子大生の朝倉まゆみは相思相愛の滝村正之との愛を犠牲にして地方財閥の息子との結婚を決意するが、それはまゆみと母泰子にとって苦難の人生の始まりであった…。

## キャスト
- 朝倉まゆみ ……磯部玉枝
- 朝倉泰子 ……… 喜多川千鶴
- 滝村正之 ………園井啓介
- 滝村百合子 …… 二本柳敏恵（二本柳俊衣）
- 西住弘志 ……… 小坂一也
- 野中初音 ……… 角梨枝子
- 黒河内 ………… 永井秀明
- 中沢 …………… 穂積隆信
- 木内謙三 ……… 野々村潔
- 木内芳子 ………日野麻子
- 朝倉剛之助 ……高橋正夫
- 朝倉明 ………… 永井秀和
- 藤川信一 ………高木二朗
- 安藤きわ ……… 富田恵子
- 稲本つね ………安芸秀子
- 綾子 ……………町田祥子
- おまつ ………… 市川寿美礼
- 敬三郎 ………… 大塚周夫
- 宮坂重吉 ………入江洋祐

## スタッフ
- 原作：阿木翁助　「花ふたたび」
- 脚本：富田義朗、津田幸夫
- 監督：武縄源太郎、野崎正郎
- 音楽：渡辺岳夫
- プロデューサー：保住一之助（松竹）、湯沢保雄（フジテレビ）
- 制作：フジテレビ･松竹

## 主題歌
- 「愛よふたたび」
  - 作詞：宮川哲夫
  - 作曲：渡辺岳夫
  - 歌：田代美代子（ビクターレコード）

| フジテレビ ライオン奥様劇場     | フジテレビ ライオン奥様劇場            | フジテレビ ライオン奥様劇場            |
| 前番組                          | 番組名                                 | 次番組                                 |
| ------------------------------- | -------------------------------------- | -------------------------------------- |
| 花の罪 （1967.2.13 - 1967.4.7） | 愛よふたたび （1967.4.10 - 1967.5.19） | 永遠に答えず （1967.5.22 - 1967.7.14） |